# Championnat d'Irlande de football gaélique 2013
Navigation
All-Ireland 2012 All-Ireland 2014
Le Championnat d'Irlande de football gaélique 2013 ou 2013 All-Ireland Senior Football Championship (en anglais), est la cent vingt-septième édition de cette compétition. Il réunit 33 comtés (inclus Londres GAA et New York GAA) et est organisé par l'Association athlétique gaélique. Il débute le 6 mai 2013 et s'achève le 22 septembre 2013 lors de la finale disputée à Croke Park. Le vainqueur se voit remettre la Sam Maguire Cup.
Trois évènements ont marqué cette édition 2013 du All-Ireland, Londres s'impose face à Sligo au premier tour du championnat du Connacht et remporte ainsi sa première victoire en championnat depuis 1977, les Londoniens parviennent même jusqu'en finale de province après leur victoire en match à rejouer face à Leitrim. Cette année fut aussi celle de la première utilisation du système d'assistance arbitrale par vidéo, le Hawk-Eye, lors du match de quart de finale du Leinster disputé à Croke Park entre Kildare et Offaly.
Enfin, une rencontre de championship s'est jouée pour la première fois un vendredi en nocturne, à l'occasion d'un match de qualification opposant Laois à Carlow.
Le 22 septembre 2013, Dublin en s'imposant 2-12 à 1-14 face à Mayo, devient champion d'Irlande pour la 24e fois de son histoire. Mayo perd sa 7e finale de suite depuis 1989.

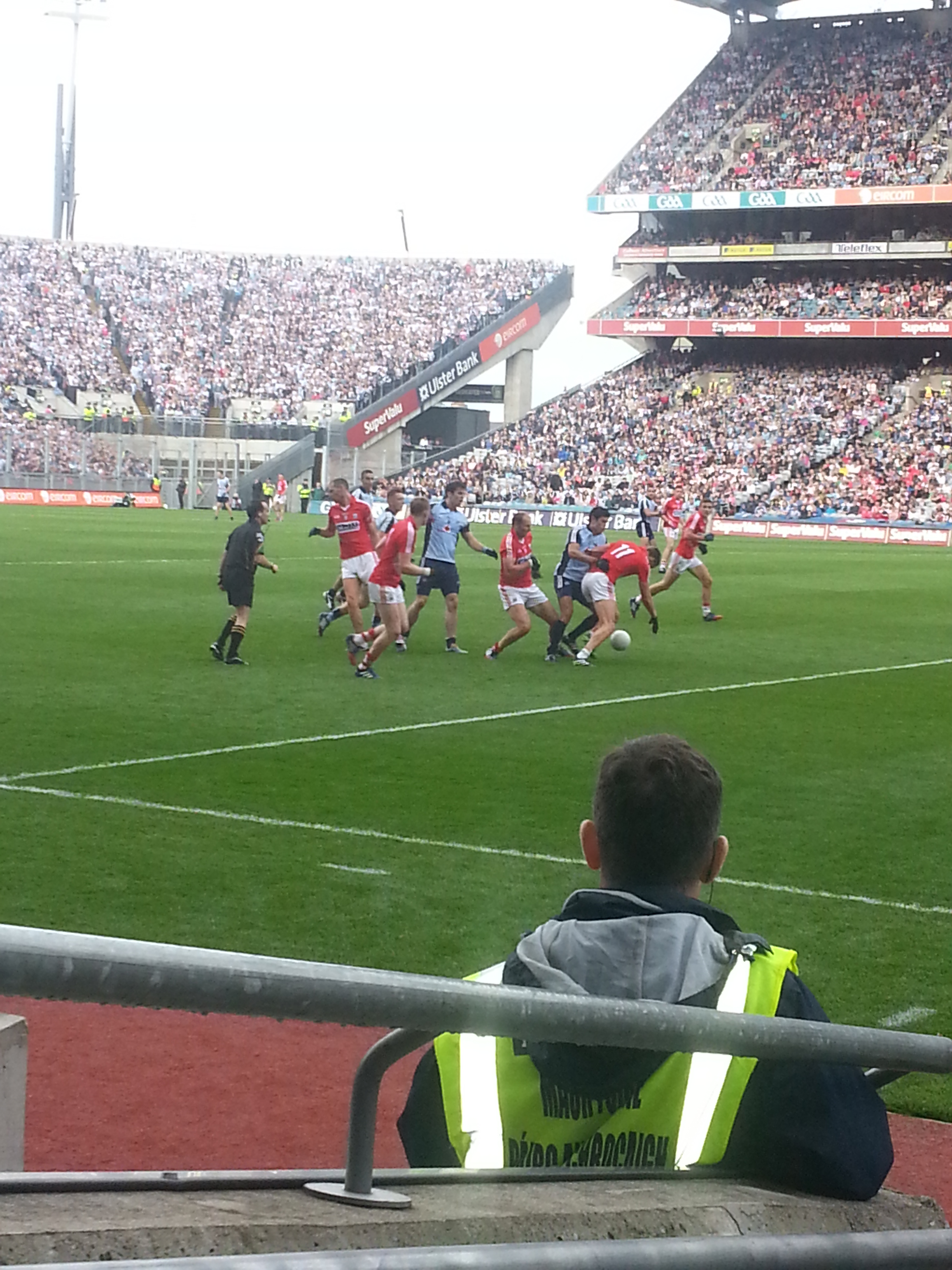
Dublin-Cork (quart de finale Championnat d'Irlande de football gaélique 4 aout 2013)

## Comtés participants
Au total, 33 comtés participent à cette édition, 31 comtés irlandais ainsi que ceux de Londres GAA et New York GAA représentant la diaspora irlandaise et concourant dans le comté du Connacht.
Comme lors des autres éditions, Kilkenny GAA ne présente aucune équipe dans le championnat de football.
- All-Ireland :

| Équipe    | Ville              | Stade                   | Capacité |
| --------- | ------------------ | ----------------------- | -------- |
| Antrim    | Belfast            | Casement Park           | 32 500   |
| Armagh    | Armagh             | Athletic Grounds        | 19 500   |
| Carlow    | Carlow             | Dr. Cullen Park         | 21 000   |
| Cavan     | Cavan              | Kingspan Breffni Park   | 32 000   |
| Clare     | Ennis              | Cusack Park             | 14 864   |
| Cork      | Cork               | Páirc Uí Chaoimh        | 43 550   |
| Derry     | Londonderry        | Celtic Park (Derry)     | 22 000   |
| Donegal   | Ballybofey         | MacCumhail Park         | 18 000   |
| Down      | Newry              | Páirc Esler             | 20 000   |
| Dublin    | Dublin             | Parnell Park            | 13 500   |
| Fermanagh | Enniskillen        | Brewster Park           | 20 000   |
| Galway    | Galway             | Pearse Stadium          | 26 200   |
| Kerry     | Killarney          | Fitzgerald Stadium      | 43 180   |
| Kildare   | Newbridge          | St Conleth's Park       | 6 200    |
| Laois     | Portlaoise         | O'Moore Park            | 27 000   |
| Leitrim   | Carrick-on-Shannon | Páirc Seán Mac Diarmada | 9 331    |
| Limerick  | Limerick           | Gaelic Grounds          | 49 866   |
| Londres   | Ruislip            | Emerald GAA Grounds     | 5 000    |
| Longford  | Longford           | Pearse Park             | 10 000   |
| Louth     | Drogheda           | Drogheda Park           | 7 000    |
| Mayo      | Castlebar          | MacHale Park            | 42 000   |
| Meath     | Navan              | Páirc Tailteann         | 10 000   |
| Monaghan  | Clones             | St Tiernach's Park      | 36 000   |
| New York  | Bronx              | Gaelic Park             | 2 000    |
| Offaly    | Tullamore          | O'Connor Park           | 20 000   |
| Roscommon | Roscommon          | Dr.Hyde Park            | 18 500   |
| Sligo     | Sligo              | Markievicz Park         | 18 558   |
| Meath     | Navan              | Páirc Tailteann         | 10 000   |
| Tipperary | Thurles            | Semple Stadium          | 53 500   |
| Tyrone    | Omagh              | Healy Park              | 26 500   |
| Waterford | Waterford          | Walsh Park              | 17 000   |
| Westmeath | Mullingar          | Cusack Park             | 11 000   |
| Wexford   | Wexford            | Wexford Park            | 20 000   |
| Wicklow   | Aughrim            | O'Byrne Park            | 10 000   |

### Sponsors, Couleurs et Personnel
| Comté     | Couleurs                  | Sponsor                  | Capitaine        | Manager            | Dernier titre | Dernier titre    | Dernier titre            |
| Comté     | Couleurs                  | Sponsor                  | Capitaine        | Manager            | All-Ireland   | Titre provincial | National football League |
| --------- | ------------------------- | ------------------------ | ---------------- | ------------------ | ------------- | ---------------- | ------------------------ |
| Antrim    | Safran et blanc           | Creagh Concrete          | Aodhán Gallagher | Liam Bradley       |               | 1951             |                          |
| Armagh    | Orange et blanc           | Morgan Fuels             | Ciarán McKeever  | Paddy O'Rourke     | 2002          | 2008             | 2005                     |
| Carlow    | Rouge, vert et jaune      | Dan Morrissey            | Shane Redmond    | Luke Dempsey       |               | 1944             |                          |
| Cavan     | Bleu et blanc             | Kingspan                 | Pádraic O'Reilly | Terry Hyland       | 1952          | 1997             | 1950                     |
| Clare     | safran et bleu            | Pat O'Donnell            | Alan Clohessy    | Michael McDermott  |               | 1992             |                          |
| Cork      | rouge et blanc            | O2                       | Graham Canty     | Conor Counihan     | 2010          | 2012             | 2012                     |
| Derry     | blanc et rouge            | Specialist Joinery Group | Paddy Bradley    | John Brennan       | 1993          | 1998             | 2008                     |
| Donegal   | vert et jaune             | Donegal Creameries       | Michael Murphy   | Jim McGuinness     | 2012          | 2012             | 2007                     |
| Down      | noir et rouge             | Canal Court Hotel        | Ambrose Rogers   | James McCartan     | 1994          | 1994             | 1983                     |
| Dublin    | bleu clair et bleu marine | Vodafone                 | Stephen Cluxton  | Jim Gavin          | 2011          | 2012             | 2013                     |
| Fermanagh | vert et blanc             | Tracey Concrete          | Ryan McCluskey   | Peter Canavan      |               |                  |                          |
| Galway    | Marron et blanc           | Health Care West         | Finian Hanley    | Alan Mulholland    | 2001          | 2008             | 1981                     |
| Kerry     | vert et or                | Kerry Group              | Colm Cooper      | Eamonn Fitzmaurice | 2009          | 2011             | 2009                     |
| Kildare   | Blanc                     | Tegal                    | Johnny Doyle     | Kieran McGeeney    | 1928          | 2000             |                          |
| Laois     | Bleu et blanc             | MW Hire Group            | Kevin Meaney     | Justin McNulty     |               | 2003             | 1986                     |
| Leitrim   | Vert et or                | Bush Hotel               | Oaddy Maguire    | Mickey Moran       |               | 1994             |                          |
| Limerick  | Vert et blanc             | Sporting Limerick        | Ger Collins      | Maurice Horan      | 1896          | 1996             |                          |
| Londres   | Vert et blanc             | Bewleys Hotel            | Seán McVeigh     | Paul Coggins       |               |                  |                          |
| Longford  | Bleu et or                | Glennon                  | Paul Barden      | Glenn Ryan         |               | 1968             |                          |
| Louth     | Rouge et blanc            | McCabe                   | Mark Brennan     | Peter Fitzpatrick  | 1957          | 1957             |                          |
| Mayo      | Vert et rouge             | Elvery's                 | Andy Moran       | James Horan        | 1951          | 2012             | 2001                     |
| Meath     | Vert et or                | Comer Group              | Shane McAnarney  | Séamus McEneaney   | 1999          | 2010             | 1999                     |
| Monaghan  | Bleu et blanc             | Invester                 | Darren Hughes    | Éamonn McEneaney   |               | 1988             | 1985                     |
| New York  | Rouge, blanc et bleu      | Premium Sports           |                  | Connie Molloy      |               |                  |                          |
| Offaly    | Vert, blanc et or         | Carrol Cuisine           | Brian Darby      | Gerry Cooney       | 1982          | 1997             | 1998                     |
| Roscommon | Bleu et jaune             | Roscommon Herald         | Geoffrey Claffey | John Evans (en)    | 1944          | 2010             | 1979                     |
| Sligo     | Noir et blanc             | Radisson Hotel and Spa   | Ross Donovan     | Kevin Walsh        |               | 2007             |                          |
| Tipperary | Bleu et or                | Škoda                    | Philip Austin    | Peter Creedon      | 1920          | 1935             |                          |
| Tyrone    | Blanc et rouge            | Target Express           | Stephen O'Neill  | Mickey Harte       | 2008          | 2010             | 2008                     |
| Waterford | Bleu et blanc             | H3G                      | John A. Murphy   | John Ownes         |               | 1898             |                          |
| Westmeath | Marron et blanc           | Annebrook House Hotel    | Gary Connaughton | Pat Flanagan       |               | 2004             |                          |
| Wexford   | Violet et or              | Sports Savers            | David Murphy     | Jason Ryan         | 1952          | 1997             | 1950                     |
| Wicklow   | Bleu et or                | Brennan Hotels           | Harry Muphy      | Leighton Glynn     |               |                  |                          |

## Formule de la compétition
Le All-Ireland 2013 se dispute, comme chaque année, sur une base provinciale, et selon le principe du tournoi à élimination directe.
Si un match s'achève sur un score de parité à l'issue des 70 minutes réglementaires et de la prolongation, il sera rejoué.
Dans chaque province, un tirage au sort intégrale est effectué au mois de novembre de l'année précédente, il détermine le tableau et l'ordre des matchs jusqu'à la finale.
Connacht Championship
Quarts de finale : (3 matchs) 6 équipes s'affrontent selon un tirage au sort intégrale. Les trois vainqueurs se qualifient pour les demi-finales, les trois équipes battues sont reversées dans le tournoi de qualification
Demi-finales : (2 matchs) les trois vainqueurs des quarts de finale retrouvent un quatrième équipe "exemptée". Les deux vainqueurs se qualifient pour la finale, les deux équipes battues sont reversées dans le tournoi de qualification.
Finale : (1 match) Les deux vainqueurs des demi-finales s'affrontent. L'équipe qui remporte le match est sacrée championne du Connacht, et s'adjuge la J.J. Nestor Cup, elle est directement qualifiée pour les quarts de finale du All-Ireland, 
l'équipe battue en finale dispute le quatrième et dernier tour du tournoi de qualification.
Leinster Championship
Tour préliminaire : (3 matchs) 6 équipes s'affrontent, les trois vainqueurs se qualifient pour les quarts de finale, les trois perdants sont reversés dans le tournoi de qualification.
Quarts de finale : (4 matchs) Les trois vainqueurs du tour préliminaire rejoignent les cinq équipes automatiquement qualifiées en quart de finale suivant le tirage au sort préalable. Les quatre vainqueurs se qualifient pour les demi-finales, les quatre équipes battues sont reversées dans le tournoi de qualification
Demi-finales : (2 matchs) les quatre vainqueurs des quarts de finale s'affrontent. Les deux vainqueurs se qualifient pour la finale, les deux équipes battues sont reversées dans le tournoi de qualification.
Finale : (1 match) Les deux vainqueurs des demi-finales s'affrontent. L'équipe qui remporte le match est sacrée championne du Leinster, et s'adjuge la Delaney Cup, elle est directement qualifiée pour les quarts de finale du All-Ireland, l'équipe battue en finale dispute le quatrième et dernier tour du tournoi de qualification.
Munster Championship
Quarts de finale : (2 matchs) Quatre équipes s'affrontent suivant le tirage au sort préalable. Les deux vainqueurs se qualifient pour les demi-finales, les deux équipes battues sont reversées dans le tournoi de qualification
Demi-finales : (2 matchs) les deux vainqueurs des quarts de finale retrouvent les deux équipes "exemptées". Les deux vainqueurs se qualifient pour la finale, les deux équipes battues sont reversées dans le tournoi de qualification.
Finale : (1 match) Les deux vainqueurs des demi-finales s'affrontent. L'équipe qui remporte le match est sacrée championne du Munster, et s'adjuge la Cuppy Cup, elle est directement qualifiée pour les quarts de finale du All-Ireland, l'équipe battue en finale dispute le quatrième et dernier tour du tournoi de qualification.
Ulster Championship
Tour préliminaire : (1 match) 2 équipes s'affrontent le vainqueur de ce match se qualifie pour les quarts de finale, le perdant est reversé dans le tournoi de qualification.
Quarts de finale : (4 matchs) Le vainqueur du tour préliminaire rejoint les sept autres équipes automatiquement qualifiées en quart de finale suivant le tirage au sort préalable. Les quatre vainqueurs se qualifient pour les demi-finales, les quatre équipes battues sont reversées dans le tournoi de qualification
Demi-finales : (2 matchs) les quatre vainqueurs des quarts de finale s'affrontent. Les deux vainqueurs se qualifient pour la finale, les deux équipes battues sont reversées dans le tournoi de qualification.
Finale : (1 match) Les deux vainqueurs des demi-finales s'affrontent. L'équipe qui remporte le match est sacrée championne du Leinster, et s'adjuge l'Anglo-Celt Cup, elle est directement qualifiée pour les quarts de finale du All-Ireland, l'équipe battue en finale dispute le quatrième et dernier tour du tournoi de qualification.

## Calendriers et résultats

### Championnat du Munster 2013
|  | Quarts de finale | Quarts de finale | Quarts de finale |  |  | Demi-finales | Demi-finales | Demi-finales |      |      | Finale du Munster | Finale du Munster | Finale du Munster |
|  |                  |                  |                  |  |  |              |              |              |      |      |                   |                   |                   |
|  | Limerick         | Limerick         | 0-08             |  |  |              |              |              |      |      |                   |                   |                   |
|  | Cork             | Cork             | 3-17             |  |  | Clare        | Clare        | 1-11         |      |      |                   |                   |                   |
|  |                  |                  |                  |  |  | Cork         | Cork         | 1-20         |      |      |                   |                   |                   |
|  |                  |                  |                  |  |  |              |              |              |      | Cork | Cork              | 0-17              |                   |
|  |                  |                  |                  |  |  |              | Kerry        | Kerry        | 1-16 |      |                   |                   |                   |
|  |                  |                  |                  |  |  | Waterford    | Waterford    | 1-04         |      |      |                   |                   |                   |
|  | Kerry            | Kerry            | 2-19             |  |  | Kerry        | Kerry        | 4-21         |      |      |                   |                   |                   |
|  | Tipperary        | Tipperary        | 0-08             |  |  |              |              |              |      |      |                   |                   |                   |
|  |                  |                  |                  |  |  |              |              |              |      |      |                   |                   |                   |
|  |                  |                  |                  |  |  |              |              |              |      |      |                   |                   |                   |

| 7 juillet 2013 | Kerry | 1-16 - 0-17 | Cork | Fitzgerald Stadium, Killarney   |                                 |
|                | C Cooper 1-03 (3f), J O'Donoghue 0-03, Declan O'Sullivan 0-02, B Kealy (1f), M O'Sé, P Crowley, A Maher, J Buckley (1f), P Galvin, Darran O'Sullivan and B Sheehan (1f) 0-01 pour chacun |             | D Goulding 0-07 (4f, 2 ’45), J Loughrey, D O'Connor (1f), B Hurley 0-02 each, A Walsh, J O'Rourke, P Kerrigan and C Sheahan 0-01 pour chacun | Arbitrage : Marty Duffy (Sligo) | Arbitrage : Marty Duffy (Sligo) |
|                | Fiche de match |             | | Arbitrage : Marty Duffy (Sligo) | Arbitrage : Marty Duffy (Sligo) |

### Championnat du Leinster 2013
|  | Tour préliminaire | Tour préliminaire | Tour préliminaire |  |  | Quarts de finale | Quarts de finale | Quarts de finale |      |         | Demi-finales | Demi-finales | Demi-finales |  |  | Finale | Finale | Finale |
|  |                   |                   |                   |  |  |                  |                  |                  |      |         |              |              |              |  |  |        |        |        |
|  | Laois             | Laois             | 1-06              |  |  |                  |                  |                  |      |         |              |              |              |  |  |        |        |        |
|  | Louth             | Louth             | 1-16              |  |  | Wexford          | Wexford          | 2-13             |      |         |              |              |              |  |  |        |        |        |
|  |                   |                   |                   |  |  | Louth            | Louth            | 1-15             |      |         |              |              |              |  |  |        |        |        |
|  |                   |                   |                   |  |  |                  |                  |                  |      | Wexford | Wexford      | 0-13         |              |  |  |        |        |        |
|  | Wicklow           | Wicklow           | 1-15              |  |  |                  | Meath            | Meath            | 0-18 |         |              |              |              |  |  |        |        |        |
|  | Longford          | Longford          | 0-16              |  |  | Meath            | Meath            | 1-17             |      |         |              |              |              |  |  |        |        |        |
|  |                   |                   |                   |  |  | Wicklow          | Wicklow          | 1-12             |      |         |              |              |              |  |  |        |        |        |
|  |                   |                   |                   |  |  |                  |                  |                  |      |         | Meath        | Meath        | 0-14         |  |  |        |        |        |
|  | Westmeath         | Westmeath         | 3-15              |  |  |                  | Dublin           | Dublin           | 2-15 |         |              |              |              |  |  |        |        |        |
|  | Carlow            | Carlow            | 1-10              |  |  | Dublin           | Dublin           | 1-22             |      |         |              |              |              |  |  |        |        |        |
|  |                   |                   |                   |  |  | Westmeath        | Westmeath        | 0-09             |      |         |              |              |              |  |  |        |        |        |
|  |                   |                   |                   |  |  |                  |                  |                  |      | Dublin  | Dublin       | 4-16         |              |  |  |        |        |        |
|  |                   |                   |                   |  |  |                  | Kildare          | Kildare          | 1-09 |         |              |              |              |  |  |        |        |        |
|  |                   |                   |                   |  |  | Offaly           | Offaly           | 1-12             |      |         |              |              |              |  |  |        |        |        |
|  |                   |                   |                   |  |  | Kildare          | Kildare          | 0-19             |      |         |              |              |              |  |  |        |        |        |
|  |                   |                   |                   |  |  |                  |                  |                  |      |         |              |              |              |  |  |        |        |        |

| 14 juillet 2013 | Dublin | 2-15 - 0-14 | Meath                                                                                         | Croke Park, Dublin                                      |                                                         |
| 1400            | P Mannion 1-4 (0-2f), P Flynn 1-1, S Cluxton (0-2f, 0-1 ’45′), C Kilkenny 0-3 pour chacun, D Rock 0-2 (0-1f), D Connolly, B Brogan (0-1f) 0-1 pour chacun. |             | M Newman 0-8 (0-35f), S Bray, E Wallace 0-2 pour chacun, B Meade, J Sheridan 0-1 pour chacun. | Spectateurs : 54 485 Arbitrage : Eddie Kinsella (Laois) | Spectateurs : 54 485 Arbitrage : Eddie Kinsella (Laois) |

### Championnat du Connacht 2013
|  | Quarts de finale | Quarts de finale | Quarts de finale |  |  | Demi-finales | Demi-finales | Demi-finales |      |         | Finale  | Finale | Finale |
|  |                  |                  |                  |  |  |              |              |              |      |         |         |        |        |
|  | New York         | New York         | 0-07             |  |  |              |              |              |      |         |         |        |        |
|  | Leitrim          | Leitrim          | 4-19             |  |  | Leitrim      | Leitrim      | 1-13         |      |         |         |        |        |
|  | Sligo            | Sligo            | 0-14             |  |  | Londres      | Londres      | 2-11         |      |         |         |        |        |
|  | Londres          | Londres          | 1-12             |  |  |              |              |              |      | Londres | Londres | 0-10   |        |
|  |                  |                  |                  |  |  |              | Mayo         | Mayo         | 5-11 |         |         |        |        |
|  |                  |                  |                  |  |  | Roscommon    | Roscommon    | 0-09         |      |         |         |        |        |
|  | Galway           | Galway           | 0-11             |  |  | Mayo         | Mayo         | 0-21         |      |         |         |        |        |
|  | Mayo             | Mayo             | 4-16             |  |  |              |              |              |      |         |         |        |        |
|  |                  |                  |                  |  |  |              |              |              |      |         |         |        |        |
|  |                  |                  |                  |  |  |              |              |              |      |         |         |        |        |

| 21 juillet 2013 | Londres                                                               | 0-10 - 5-11 | Mayo | McHale Park, Mayo                                  |                                                    |
|                 | L Mulvey 0-7 (6f), D Dunleavy 0-1, S Kelly 0-1 (1f), P McGoldrick 0-1 |             | C O'Connor 3-3 (1 pen, 2f), A Freeman 1-2, D Coen 1-0, K McLoughlin 0-2 (1f), L Keegan 0-2, A Moran 0-1, R Feeney 0-1 | Spectateurs : 21 274 Arbitrage : Conor Lane (Cork) | Spectateurs : 21 274 Arbitrage : Conor Lane (Cork) |

### Championnat d'Ulster 2013
|  | Tour préliminaire | Tour préliminaire | Tour préliminaire |  |  | Quarts de finale | Quarts de finale | Quarts de finale |      |         | Demi-finales | Demi-finales | Demi-finales |  |  | Finale | Finale | Finale |
|  |                   |                   |                   |  |  |                  |                  |                  |      |         |              |              |              |  |  |        |        |        |
|  | Cavan             | Cavan             | 1-15              |  |  |                  |                  |                  |      |         |              |              |              |  |  |        |        |        |
|  | Armagh            | Armagh            | 1-11              |  |  | Cavan            | Cavan            | 0-13             |      |         |              |              |              |  |  |        |        |        |
|  |                   |                   |                   |  |  | Fermanagh        | Fermanagh        | 0-11             |      |         |              |              |              |  |  |        |        |        |
|  |                   |                   |                   |  |  |                  |                  |                  |      | Cavan   | Cavan        | 0-12         |              |  |  |        |        |        |
|  |                   |                   |                   |  |  |                  | Monaghan         | Monaghan         | 1-10 |         |              |              |              |  |  |        |        |        |
|  |                   |                   |                   |  |  | Antrim           | Antrim           | 0-6              |      |         |              |              |              |  |  |        |        |        |
|  |                   |                   |                   |  |  | Monaghan         | Monaghan         | 0-11             |      |         |              |              |              |  |  |        |        |        |
|  |                   |                   |                   |  |  |                  |                  |                  |      |         | Monaghan     | Monaghan     | 0-13         |  |  |        |        |        |
|  |                   |                   |                   |  |  |                  | Donegal          | Donegal          | 0-07 |         |              |              |              |  |  |        |        |        |
|  |                   |                   |                   |  |  | Tyrone           | Tyrone           | 0-10             |      |         |              |              |              |  |  |        |        |        |
|  |                   |                   |                   |  |  | Donegal          | Donegal          | 2-10             |      |         |              |              |              |  |  |        |        |        |
|  |                   |                   |                   |  |  |                  |                  |                  |      | Donegal | Donegal      | 0-12         |              |  |  |        |        |        |
|  |                   |                   |                   |  |  |                  | Down             | Down             | 0-09 |         |              |              |              |  |  |        |        |        |
|  |                   |                   |                   |  |  | Derry            | Derry            | 1-15             |      |         |              |              |              |  |  |        |        |        |
|  |                   |                   |                   |  |  | Down             | Down             | 2-17             |      |         |              |              |              |  |  |        |        |        |
|  |                   |                   |                   |  |  |                  |                  |                  |      |         |              |              |              |  |  |        |        |        |

| 21 juillet 2013 | Donegal                                                                    | 0-07 - 0-13 | Monaghan | St Tiernach's Park, Clones                              |                                                         |
| 16:00 h         | C. McFadden 0-04 (4f), R. Cavanagh, F. McGlynn, R. McHugh 0-01 pour chacun |             | K. Hughes 0-03, C. McManus 0-03 (3f), R. Beggan 0-02 (1f), D. Hughes, P. Donaghy, D. Mone, C. McGuinness, T. Freeman 0-01 pour chacun | Spectateurs : 31 812 Arbitrage : David Coldrick (Meath) | Spectateurs : 31 812 Arbitrage : David Coldrick (Meath) |

### Tournoi de qualification
Les seize équipes suivantes disputent le premier tour du tournoi de qualification.
Connacht (2)
- Galway
- Sligo

Munster (2)
- Limerick
- Tipperary

Leinster (7)
- Carlow
- Laois
- Longford
- Louth
- Offaly
- Westmeath
- Wicklow

Ulster (5)
- Antrim
- Armagh
- Derry
- Fermanagh
- Tyrone

Le tirage au sort du 1er tour de qualification a eu lieu le lundi 17 juin. Il fut retransmis en direct sur RTÉ Radio 1 dans le cadre de l'émission Morning Ireland. Le tirage au sort du second tour a eu lieu le lundi 1er juillet et fut retransmis sur la chaine TV3 dans le cadre de la matinale de l'émission Ireland AM,. Le tirage au sort des troisième et quatrième tour s'est tenu le lundi 15 juillet et fut à nouveau retransmis en direct sur la station nationale RTÉ Radio 1 dans le cadre de l'émission Morning Ireland,.

#### 1ertour
| 28 juin 2013 | Carlow                                                                                 | 0-12 - 3-13 | Laois | Dr. Cullen Park, Carlow                                 |                                                         |
| 19.45h       | J Kennedy, Brendan Murphy, Brian Murphy (3f) 0-3 each, D Foley 0-2 (1f), J Murphy 0-1. |             | D Conway, C Kelly 1-1 each, P McMahon 1-0, R Munnelly (2f), D Kingston (3f) 0-3 chacun, D Strong 0-2, K Lillis, P Clancy, J O'Loughlin 0-1 chacun. | Spectateurs : 4 606 Arbitrage : Fergal Kelly (Longford) | Spectateurs : 4 606 Arbitrage : Fergal Kelly (Longford) |
| 19.45h       | fiche de match                                                                         |             | | Spectateurs : 4 606 Arbitrage : Fergal Kelly (Longford) | Spectateurs : 4 606 Arbitrage : Fergal Kelly (Longford) |

| 29 juin 2013 | Offaly                                                                       | 0-08 - 1-27 | Tyrone | O'Connor Park, Tullamore           |                                    |
| 15.00h       | K Casey 0-4 (2f), P Bracken, P Cunningham (f), B Darby, C Hurley 0-1 chacun. |             | R O'Neill 1-2, D McCurry 0-8 (3f), S Cavanagh 0-6 (5f), Mattie Donnelly 0-3, C McAliskey, Mark Donnelly, C Clarke 0-2 chacun, C McGinley, K Coney (f) 0-1 chacun. | Arbitrage : David Coldrick (Meath) | Arbitrage : David Coldrick (Meath) |

| 29 juin 2013 | Louth | 1-17 - 1-11 | Antrim | Drogheda Park, Drogheda            |                                    |
| 15.00h       | Colm Judge (0-1), Brian White (0-2, 0-1 free), Ciaran Byrne (1-2) Conor Rafferty (0-2), Derek Maguire (0-1), Shane Lennon (0-5, 0-1 free), Ronan Carroll (0-2) Paddy Keenan (0-1), Ray Finnegan (0-1). |             | Paddy Cunningham (0-6, 0-4 frees) Conor Murray (0-1), Michael Herron (0-1), Brendan Herron (0-1) Michael Pollock (1-1), Kevin O’Boyle (0-1). | Arbitrage : Ciaran Branagan (Down) | Arbitrage : Ciaran Branagan (Down) |
| 15.00h       | fiche de match |             | | Arbitrage : Ciaran Branagan (Down) | Arbitrage : Ciaran Branagan (Down) |

| 29 juin 2013 | Westmeath                                                                                              | 1-15 - 3-10 | Fermanagh                                                                                    | Cusack Park, Mullingar          |                                 |
| 15.00h       | J Heslin 1-5 (1-0 pen, 0-4fs), D Corroon, C McCormack (1 '45') 0-3 each, D Glennon, G Egan 0-2 chacun. |             | S Quigley 0-6(4fs), D Kelly 1-1, C Quigley, R Jones 1-0 chacun, T Corrigan 0-2, J Woods 0-1. | Arbitrage : Rory Hickey (Clare) | Arbitrage : Rory Hickey (Clare) |
| 15.00h       | fiche                                                                                                  |             |                                                                                              | Arbitrage : Rory Hickey (Clare) | Arbitrage : Rory Hickey (Clare) |

| 29 juin 2013 | Longford                                                                                               | 2-14 - 0-08 | Limerick | Pearse Park, Longford           |                                 |
| 7.00pm       | Seanie McCormack 0-8 (0-5f), JJ Mathews 1-2, Francis McGee 1-0, Niall Mulligan 0-2, Paul Barden 0-1. , |             | Eoghan O’Connor, Seanie Buckley 0-3 (0-1f) each, Ian Corbett, Ger Collins, Derry O’Connor (0-1f) 0-1 chacun. | Arbitrage : David Gough (Meath) | Arbitrage : David Gough (Meath) |
| 7.00pm       | fiche                                                                                                  |             | | Arbitrage : David Gough (Meath) | Arbitrage : David Gough (Meath) |

| 29 juin 2013 | Galway                                                                                                 | 1-12 - 0-11 | Tipperary                                                                            | Pearse Stadium, Salthill               |                                        |
| 7.00pm       | M Farragher 1-1, S Armstrong 0-4 (1f), D Cummins 0-3, M Meehan 0-2 (1f), P Conroy, M Hehir 0-1 chacun. |             | C Sweeney 0-5, B O'Brien 0-2, S O'Brien, B Fox, H Coghlan, A Mataffa (f) 0-1 chacun. | Arbitrage : Pádraig O'Sullivan (Kerry) | Arbitrage : Pádraig O'Sullivan (Kerry) |
| 7.00pm       | fiche                                                                                                  |             |                                                                                      | Arbitrage : Pádraig O'Sullivan (Kerry) | Arbitrage : Pádraig O'Sullivan (Kerry) |

| 30 juin 2013 | Armagh | 2-21 - 0-02 | Wicklow                         | Athletic Grounds, Armagh          |                                   |
| 3.00pm       | B Donaghy (0-01), M Shields (0-02), S Harold (0-01), C Rafferty (0-02), K Dyas (0-01), E Rafferty (0-01), J Clarke (2-03, 1-00 pen), T Kernan (0-05, 3f), E McVerry (0-04, 1f), S Campbell (0-01). |             | A Byrne (0-01), J Kelly (0-01). | Arbitrage : Derek Fahy (Longford) | Arbitrage : Derek Fahy (Longford) |
| 3.00pm       | fiche |             |                                 | Arbitrage : Derek Fahy (Longford) | Arbitrage : Derek Fahy (Longford) |

| 30 juin 2013 | Derry | 0-15 - 0-08 | Sligo                                                           | Owenbeg, Dungiven                      |                                        |
| 5.00pm       | M Lynch (0-1, 0-1f), S L McGoldrick (0-1), E Lynn (0-3); C McFaul (0-1), L Kennedy (0-4), R Bell (0-4), E Bradley (0-1). |             | J Kilcullen (0-1), M Breheny (0-4, 0-3f), A Marren (0-3, 0-3f). | Arbitrage : Martin Higgins (Fermanagh) | Arbitrage : Martin Higgins (Fermanagh) |
| 5.00pm       | fiche |             |                                                                 | Arbitrage : Martin Higgins (Fermanagh) | Arbitrage : Martin Higgins (Fermanagh) |

#### 2etour
| 6 juillet 2013 | Galway                                                                                   | 1-12 - 0-14 | Waterford                                                                         | Pearse Stadium, Salthill          |                                   |
| 2.30pm         | M Meehan 1-5 (0-1f), P Conroy 0-4 (2f), S Armstrong (f), D Cummins, M Martin 0-1 chacun. |             | P Whyte 0-8 (3f, 1 '45), G Hurney, A Doyle 0-2 chacun, T Grey, B Wall 0-1 chacun. | Arbitrage : Derek Fahy (Longford) | Arbitrage : Derek Fahy (Longford) |
| 2.30pm         | / fiche de match                                                                         |             |                                                                                   | Arbitrage : Derek Fahy (Longford) | Arbitrage : Derek Fahy (Longford) |

| 6 juillet 2013 | Clare                                                            | 0-10 - 3-17 | Laois | Cusack Park, Ennis            |                               |
| 5.00pm         | D Tubridy 0-6 (5fs), R Donnelly 0-2, S Ryan, G Kelly 0-1 chacun. |             | R Munnelly 1-3 (2fs), J O'Loughlin, D Conway 1-1 each, D Strong 0-3, C Begley, D Kingston (1f) 0-2 chacun, P Clancy, K Lillis, C Meredith, E Costello (f), T Shiels (f) 0-1 chacun. | Arbitrage : Conor Lane (Cork) | Arbitrage : Conor Lane (Cork) |
| 5.00pm         | / fiche                                                          |             | | Arbitrage : Conor Lane (Cork) | Arbitrage : Conor Lane (Cork) |

| 6 juillet 2013 | Derry                                                                                 | 0-13 - 1-05 | Down                             | Celtic Park, Londonderry          |                                   |
| 5.00pm         | R Bell 0-6 (1f, 1 '45'), J Kielt (2f), E Bradley, E McGuckin 0-2 each, L Kennedy 0-1. |             | D O'Hare 1-4 (4f), A Rogers 0-1. | Arbitrage : Cormac Reilly (Meath) | Arbitrage : Cormac Reilly (Meath) |
| 5.00pm         | /fiche                                                                                |             |                                  | Arbitrage : Cormac Reilly (Meath) | Arbitrage : Cormac Reilly (Meath) |

| 6 juillet 2013 | Roscommon                                                                   | 1-07 - 0-12 | Tyrone                                                                                               | Dr. Hyde Park, Roscommon        |                                 |
| 6.00pm         | C Devaney 1-1 (0-1f), C Cregg 0-3 (2f), D Shine 0-2f, N Collins 0-1 chacun. |             | D McCurry 0-6 (4f), S Cavanagh (1f), Mark Donnelly 0-2 each, M Penrose, C McAliskey (45) 0-1 chacun. | Arbitrage : David Gough (Meath) | Arbitrage : David Gough (Meath) |
| 6.00pm         | /fiche                                                                      |             | | Arbitrage : David Gough (Meath) | Arbitrage : David Gough (Meath) |

| 13 juillet 2013 | Longford | 0-16 - 2-15 (AET) | Wexford | Pearse Park, Longford                                      |                                                            |
| 2.00pm          | Seanie McCormack 0-9 (6f), S Mulligan 0-2, B Gilleran 0-1, JJ Matthews 0-1, J Keegan 0-1, M Brady 0-1, Paul Barden 0-1 |                   | D Waters 1-1, B Brosnan 0-3 (1f), A Flynn 0-3, PJ Banville 1-0, S Roche 0-2 (2f), C Lyng 0-2 (1f), R Barry 0-2, A Doyle 0-1, J Holmes 0-1 | Spectateurs : 2 200 Arbitrage : Pádraig O'Sullivan (Kerry) | Spectateurs : 2 200 Arbitrage : Pádraig O'Sullivan (Kerry) |
| 2.00pm          | / fiche |                   | | Spectateurs : 2 200 Arbitrage : Pádraig O'Sullivan (Kerry) | Spectateurs : 2 200 Arbitrage : Pádraig O'Sullivan (Kerry) |

| 13 juillet 2013 | Leitrim                                                 | 0-10 - 8-13 | Armagh | Páirc Seán Mac Diarmada, Carrick-on-Shannon             |                                                         |
| 5.00pm          | K Conlon (7f) 0-08��, D Sweeney, R Cox (1f) 0-01 chacun |             | E McVerry 3-00, J Clarke 2-03, T Kernan (3f) (1 ‘45) 1-05��, A Kernan (4f) 0-04��, M Shields, K Dyas 1-00 chacun, S Harold 0-01 | Spectateurs : 4 371 Arbitrage : Fergal Kelly (Longford) | Spectateurs : 4 371 Arbitrage : Fergal Kelly (Longford) |
| 5.00pm          | fiche                                                   |             | | Spectateurs : 4 371 Arbitrage : Fergal Kelly (Longford) | Spectateurs : 4 371 Arbitrage : Fergal Kelly (Longford) |

| 13 juillet 2013 | Kildare | 1-19 - 0-15 | Louth                                                                                  | St Conleth's Park, Newbridge                        |                                                     |
| 7.00pm          | J Doyle (2f)�� 0-05, T O'Connor 1-00, E O'Flaherty 0-03, M Conway (2f) 0-02��, H McGrillen, P Cribbin, E Bolton, Daryl Flynn, P O'Neill, N Kelly, P Brophy, A Smith, S Johnston 0-01 chacun |             | C Byrne 0-05, B White (2f) 0-04��, C Judge (1f) 0-03��, S Lennon 0-02, R Finnegan 0-01 | Spectateurs : 7 201 Arbitrage : Rory Hickey (Clare) | Spectateurs : 7 201 Arbitrage : Rory Hickey (Clare) |
| 7.00pm          | fiche |             |                                                                                        | Spectateurs : 7 201 Arbitrage : Rory Hickey (Clare) | Spectateurs : 7 201 Arbitrage : Rory Hickey (Clare) |

| 13 juillet 2013 | Cavan | 1-14 - 0-10 | Fermanagh                                                               | Breffni Park, Cavan                                   |                                                       |
| 7.00pm          | M Dunne 1-03 (2f), F Flanagan, N McDermott (2f) 0-02�� each, C Gilsenan (1 '45'), M Reilly, R Flanagan, D O'Reilly, D Givney, C Mackey, E Keating 0-01 chacun |             | S Quigley (2f), D Kille (4f) 0-04 each, D Kelly, E Donnelly 0-01 chacun | Spectateurs : 8 134 Arbitrage : Michael Duffy (Sligo) | Spectateurs : 8 134 Arbitrage : Michael Duffy (Sligo) |
| 7.00pm          | fiche |             |                                                                         | Spectateurs : 8 134 Arbitrage : Michael Duffy (Sligo) | Spectateurs : 8 134 Arbitrage : Michael Duffy (Sligo) |

#### 3etour
| 20 juillet 2013 | Galway | 1-11 - 0-09 | Armagh                                                                                        | Pearse Stadium, Salthill        |                                 |
| 5:00pm          | M Meehan (4f)�� 0-04, D Cummins 1-00, M Martin 0-03, S Armstrong (1f), J Duane, G Sice, P Conroy 0-01 chacun |             | S Campbell 0-03, C McKeever 0-02, A Kernan (1f), C Rafferty, E Rafferty, T Kernan 0-01 chacun | Arbitrage : Rory Hickey (Clare) | Arbitrage : Rory Hickey (Clare) |
| 5:00pm          | fiche de match                                                                                               |             |                                                                                               | Arbitrage : Rory Hickey (Clare) | Arbitrage : Rory Hickey (Clare) |

| 20 juillet 2013 | Wexford                                                                         | 2-08 - 0-16 | Laois                                                                                                   | Wexford Park                        |                                     |
| 7:00pm          | C Lyng (1f) 0-05, P J Banville 1-01, A Flynn 1-00, C Carty, A Doyle 0-01 chacun |             | R Munnelly (4f) 0-08, C Begley 0-03, B Sheehan (2f) 0-02, J O'Loughlin, C Meredith, C Kelly 0-01 chacun | Arbitrage : Ciarán Brannigan (Down) | Arbitrage : Ciarán Brannigan (Down) |
| 7:00pm          | fiche de match                                                                  |             | | Arbitrage : Ciarán Brannigan (Down) | Arbitrage : Ciarán Brannigan (Down) |

| 20 juillet 2013 | Kildare                                                                                            | 0-12 - 1-11 | Tyrone | St Conleth's Park, Newbridge      |                                   |
| 7:00pm          | J Doyle (4f) 0-06��, N Kelly 0-02, P O’Neill, E O’Flaherty, S Johnston (1f), P Cribbin 0-01 chacun |             | Mattie Donnelly 1-01, S Cavanagh (3f) ��0-04, D McCurry (3f��) 0-03, P Harte, Mark Donnelly, M Penrose (1f) 0-01 chacun | Arbitrage : Joe McQuillan (Cavan) | Arbitrage : Joe McQuillan (Cavan) |
| 7:00pm          | fiche de match                                                                                     |             | | Arbitrage : Joe McQuillan (Cavan) | Arbitrage : Joe McQuillan (Cavan) |

| 20 juillet 2013 | Cavan | 1-22 - 0-20 (AET) | Derry | Celtic Park, Londonderry           |                                    |
| 5:00pm          | M Dunne (5f) 0-6, M Reilly (1f) 0-5, E Keating (1f) 0-3, C Mackey 1-0, D McVitty, M Argue 0-2 chacun, R Flanagan, J Brady, D Givney, D O'Reilly 0-1 chacun |                   | M Lynch 0-8 (7f), J Kielt (2f), Eoin Bradley (2f) 0-3 chacun, R Bell 0-2, E Lynn, A Devlin, Emmet Bradley, E McGuckin 0-1 chacun | Arbitrage : Maurice Deegan (Laois) | Arbitrage : Maurice Deegan (Laois) |
| 5:00pm          | fiche de match |                   | | Arbitrage : Maurice Deegan (Laois) | Arbitrage : Maurice Deegan (Laois) |

#### 4etour
| 27 juillet 2013 | Cavan | 1-17 (20)- 1-08 (11) | Londres | Croke Park, Dublin                |                                   |
| 3:00 pm         | T Corr (0-2), D Givney (0-3), C Mackey (0-1), F Flanagan (0-2), M Reilly (0-1, ’45), M Dunne (0-6, 4f), E Keating (0-2, 1f), N McDermott (1-0). |                      |         | Arbitrage : Barry Cassidy (Derry) | Arbitrage : Barry Cassidy (Derry) |
| 3:00 pm         | fiche de match |                      |         | Arbitrage : Barry Cassidy (Derry) | Arbitrage : Barry Cassidy (Derry) |

| 27 juillet 2013 | Galway         | 1-16 (19)- 1-17 (20) | Cork | Croke Park, Dublin              |                                 |
| 5:00 pm         |                |                      |      | Arbitrage : David Gough (Meath) | Arbitrage : David Gough (Meath) |
| 5:00 pm         | fiche de match |                      |      | Arbitrage : David Gough (Meath) | Arbitrage : David Gough (Meath) |

| 27 juillet 2013 | Laois          | 0-08 (8)- 0-14 (14) | Donegal | Páirc Seán Mac Diarmada, Carrick-on-Shannon |                                 |
| 5:00 pm         |                |                     |         | Arbitrage : Marty Duffy (Sligo)             | Arbitrage : Marty Duffy (Sligo) |
| 5:00 pm         | fiche de match |                     |         | Arbitrage : Marty Duffy (Sligo)             | Arbitrage : Marty Duffy (Sligo) |

| 27 juillet 2013 | Meath                                                              | 2-09 (15)- 0-17 (17) | Tyrone | Croke Park, Dublin                 |                                    |
| 19:00           | M Newman (1-5) (1-0 pen) (4f) (1'45) E Wallace (1-3) S Bray (0-01) |                      | S Cavanagh (0-08) (6f) D McCurry (0-05)(3f) (1'45) Mattie Donnelly (0-02) S O'Neill (0-01) A Cassidy (0-01) | Arbitrage : Maurice Deegan (Laois) | Arbitrage : Maurice Deegan (Laois) |
| 19:00           | fiche de match                                                     |                      | | Arbitrage : Maurice Deegan (Laois) | Arbitrage : Maurice Deegan (Laois) |

### All-Ireland series
Le tirage au sort des quarts de finale s'est tenu sur le plateau de la station nationale RTÉ One le samedi 27 juillet, immédiatement après la fin du quatrième tour des qualifications,.

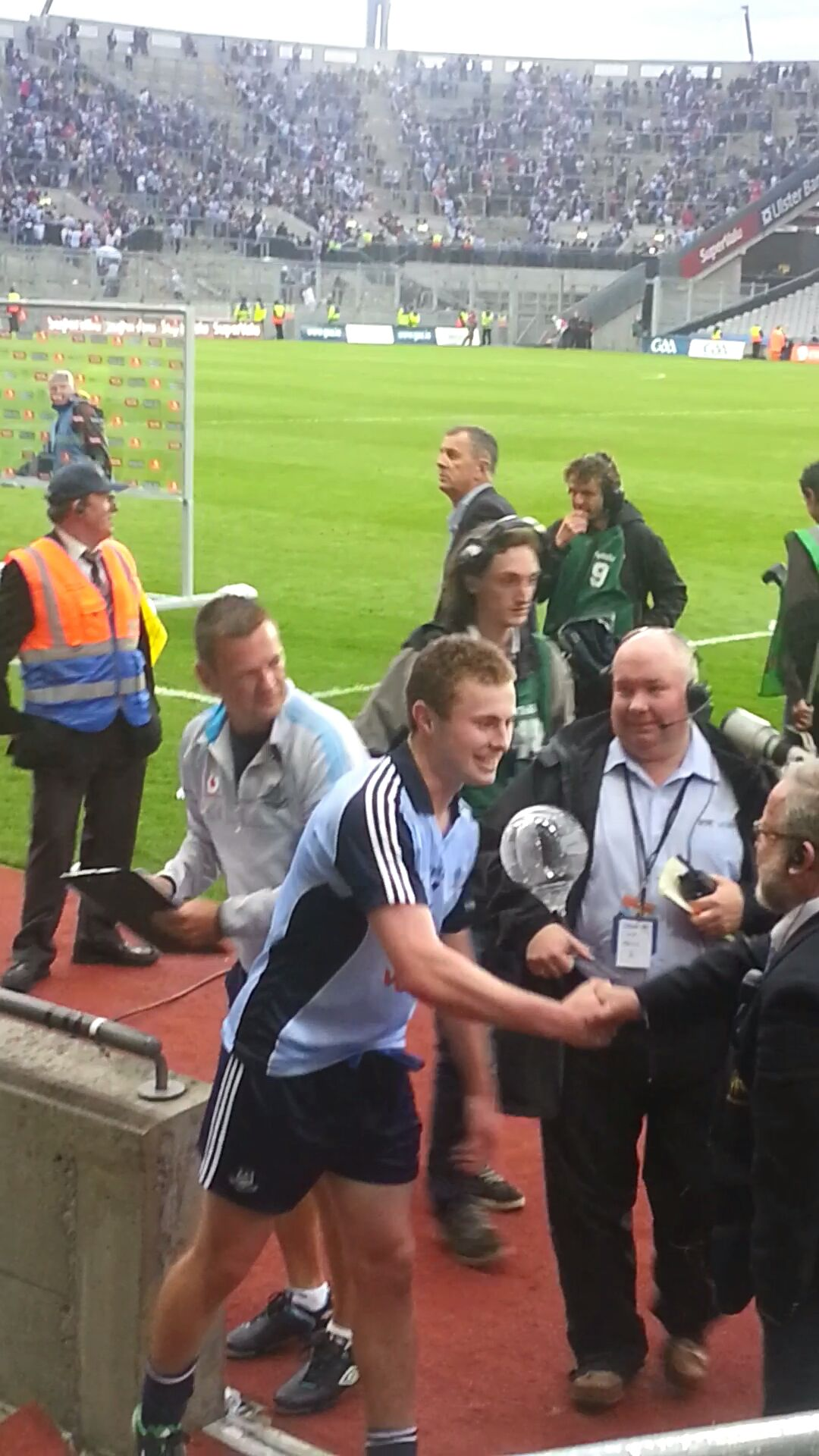
Jack McCaffrey (Dublin) recevant le titre de meilleur joueur du 1/4 de finale contre Cork

### Phases finales
|  | Quarts de finale | Quarts de finale |            |      | Demi-finales | Demi-finales |  |  | Finale | Finale |
|  | Quarts de finale | Quarts de finale |            |      | Demi-finales | Demi-finales |  |  | Finale | Finale |
|  |                  |                  |            |      |              |              |  |  |        |        |
|  |                  |                  |            |      |              |              |  |  |        |        |
|  |                  |                  |            |      |              |              |  |  |        |        |
|  | Monaghan GAA     | 0-12             |            |      |              |              |  |  |        |        |
|  | Monaghan GAA     | 0-12             |            |      |              |              |  |  |        |        |
|  | Tyrone GAA       | 0-14             |            |      |              |              |  |  |        |        |
|  | Tyrone GAA       | 0-14             | Tyrone GAA | 0-13 |              |              |  |  |        |        |
|  |                  |                  | Tyrone GAA | 0-13 |              |              |  |  |        |        |
|  |                  | Mayo GAA         | 1-16       |      |              |              |  |  |        |        |
|  | Mayo GAA         | Mayo GAA         | 1-16       | 4-17 |              |              |  |  |        |        |
|  | Mayo GAA         |                  |            | 4-17 |              |              |  |  |        |        |
|  | Donegal GAA      | 1-10             |            |      |              |              |  |  |        |        |
|  | Donegal GAA      | 1-10             | Dublin GAA | 2-12 |              |              |  |  |        |        |
|  |                  |                  | Dublin GAA | 2-12 |              |              |  |  |        |        |
|  |                  | Mayo GAA         | 1-14       |      |              |              |  |  |        |        |
|  | Kerry GAA        | Mayo GAA         | 1-14       | 0-15 |              |              |  |  |        |        |
|  | Kerry GAA        |                  |            | 0-15 |              |              |  |  |        |        |
|  | Cavan GAA        | 0-09             |            |      |              |              |  |  |        |        |
|  | Cavan GAA        | 0-09             | Dublin GAA | 3-18 |              |              |  |  |        |        |
|  |                  |                  | Dublin GAA | 3-18 |              |              |  |  |        |        |
|  |                  | Kerry GAA        | 3-11       |      |              |              |  |  |        |        |
|  | Dublin GAA       | Kerry GAA        | 3-11       | 1-16 |              |              |  |  |        |        |
|  | Dublin GAA       |                  |            | 1-16 |              |              |  |  |        |        |
|  | Cork GAA         | 0-14             |            |      |              |              |  |  |        |        |
|  | Cork GAA         | 0-14             |            |      |              |              |  |  |        |        |

Les quarts-de-finale voient l’entrée en lice des quatre champions provinciaux, Mayo, Dublin, Monaghan et Kerry. Chacune de ces équipes joue contre un des quatre vainqueurs du quatrième tour.

#### Quarts de finale
| 3 août 2013 | Monaghan | 0-12 (12) - 0-14 (14) | Tyrone | Croke Park, Dublin                                     |                                                        |
| 5:00 pm     | C McManus (0-06) (4f) P Finlay (0-02) (2f) K Hughes (0-01) S Gollogly (0-01) C McGuinness (0-01) D Clerkin (0-01) |                       | S Cavanagh (0-05) (2f) D McCurry (0-02) (2f) J McMahon (0-02) C Clarke (0-01) P Harte (0-01) C McGinley (0-01) Mattie Donnelly (0-01) R O'Neill (0-01) | Spectateurs : 72 300 Arbitrage : Cormac Reilly (Meath) | Spectateurs : 72 300 Arbitrage : Cormac Reilly (Meath) |
| 5:00 pm     | fiche |                       | | Spectateurs : 72 300 Arbitrage : Cormac Reilly (Meath) | Spectateurs : 72 300 Arbitrage : Cormac Reilly (Meath) |

| 3 août 2013 | Dublin | 1-16 (19) - 0-14 (14) | Cork | Croke Park, Dublin                                      |                                                         |
| 7:00 pm     | S Cluxton 0-06 (2f, 4 '45), J McCaffrey 1-00, P Flynn, C Kilkenny, D Rock 0-02 each; MD MacAuley, B Brogan (1f), K McManamon, D Bastick 0-01 chacun. |                       | D Goulding 0-05 (2f, 1 '45); B Hurley 0-03; M Collins 0-02 (1f); C Sheehan, J O'Rourke, D Cahalane (1 '45), J Loughrey 0-01 chacun. | Spectateurs : 72 300 Arbitrage : David Coldrick (Meath) | Spectateurs : 72 300 Arbitrage : David Coldrick (Meath) |
| 7:00 pm     | fiche |                       | | Spectateurs : 72 300 Arbitrage : David Coldrick (Meath) | Spectateurs : 72 300 Arbitrage : David Coldrick (Meath) |

| 4 août 2013 | Kerry | 0-15 (15)- 0-9 (9) | Cavan | Croke Park, Dublin                                      |                                                         |
| 2:00 pm     | C Cooper (5f��) 0-06, J Buckley (2f, 1 ’45), D Walsh 0-03 chacun, D Moran, Declan O’Sullivan, K Donaghy 0-01 chacun |                    | N McDermott (2f��) 0-03, E Keating (2f)�� 0-02, D Givney, C Mackey, M Reilly (1, ’45), M Dunne 0-01 chacun | Spectateurs : 64 300 Arbitrage : Eddie Kinsella (Laois) | Spectateurs : 64 300 Arbitrage : Eddie Kinsella (Laois) |
| 2:00 pm     | [fiche de match] |                    | | Spectateurs : 64 300 Arbitrage : Eddie Kinsella (Laois) | Spectateurs : 64 300 Arbitrage : Eddie Kinsella (Laois) |

| 4 août 2013 | Mayo | 4-17 (29)- 1-10 (13) | Donegal                                                                                                  | Croke Park, Dublin                                     |                                                        |
| 4:00 pm     | C O’Connor 3-04 (0-2f, 0-1 45), D Vaughan 1-00, A Dillon, A Freeman 0-02 each; C Boyle, A Moran, K McLoughlin, C Boyle, L Keegan, S O’Shea, K Keane, E Varley, C Barrett, R Feeney 0-01 chacun. |                      | M Murphy 0-05 (0-4f), C McFadden 1-00 (1-0 f) M McHugh 0-02, David Walsh, M McHugh, K Lacey 0-01 chacun. | Spectateurs : 64 300 Arbitrage : Joe McQuillan (Cavan) | Spectateurs : 64 300 Arbitrage : Joe McQuillan (Cavan) |
| 4:00 pm     | fiche |                      | | Spectateurs : 64 300 Arbitrage : Joe McQuillan (Cavan) | Spectateurs : 64 300 Arbitrage : Joe McQuillan (Cavan) |

#### Demi-finales
| 25 août 2013 | Mayo | 1-16 (19) - 0-13 (13) | Tyrone | Croke Park, Dublin                                     |                                                        |
| 3.30 pm      | C O’Connor 0-1 (0-1f), K McLoughlin 0-1 (0-1free), A Freeman 1-4 (1-0 penalty, 0-3frees), C Barrett 0-2, L Keegan 0-2, E Varley 0-1 (0-1frees), A Dillon 0-2, R Hennelly 0-1 (0-1f), A O’Shea 0-1, C Carolan 0-1. |                       | C McGinley 0-1, S O’Neill 0-1, C McAliskey 0-2, D McCurry 0-4 (0-2f), R O’Neill 0-1, A Cassidy 0-1, S Cavanagh 0-2 (0-1f), K Coney 0-1. | Spectateurs : 65 345 Arbitrage : Maurice Deegan (Laois | Spectateurs : 65 345 Arbitrage : Maurice Deegan (Laois |
| 3.30 pm      | fiche de match |                       | | Spectateurs : 65 345 Arbitrage : Maurice Deegan (Laois | Spectateurs : 65 345 Arbitrage : Maurice Deegan (Laois |

| 1er Septembre 2013 | Kerry | 3-11 (20)- 3-18 (27) | Dublin | Croke Park, Dublin                                     |                                                        |
| 3.30 pm            | J O'Donoghue 2-3 (1-0 penalty), C Cooper 0-4 (0-2frees), D Walsh 1-0, P Galvin 0-2, Darran O'Sullivan, Declan O'Sullivan 0-1 chacun. |                      | B Brogan 0-6 (0-2frees), D Connolly 0-4 (0-1free), P Mannion, K McManamon, E O'Gara 1-0 chacun, D Rock 0-2, S Cluxton (0-1 free), MD Macauley, C O'Sullivan, C Kilkenny, P Andrews, P McMahon 0-1 chacun. | Spectateurs : 81 553 Arbitrage : Cormac Reilly (Meath) | Spectateurs : 81 553 Arbitrage : Cormac Reilly (Meath) |
| 3.30 pm            | fiche de match |                      | | Spectateurs : 81 553 Arbitrage : Cormac Reilly (Meath) | Spectateurs : 81 553 Arbitrage : Cormac Reilly (Meath) |

#### Finale
| 22 septembre 2013 | Mayo | 1-14 (17) - 2-12 (18) | Dublin | Croke Park, Dublin                                      |                                                         |
| 15.30             | R Hennelly, T Cunniffe, G Cafferkey, C Barrett, L Keegan (0-02), D Vaughan, C Boyle, A O’Shea, S O’Shea (0-01), K McLoughlin, K Higgins (0-01), A Dillon, C O’Connor (0-08, 8 sur frees) A Freeman, A Moran (1-2). |                       | S Cluxton (0-02), P McMahon, R O’Carroll, J Cooper, J McCarthy, G Brennan (0-01), J McCaffrey, MD Macauley, C O’Sullivan (0-01), P Flynn (0-01), C Kilkenny, D Connolly (0-01), P Mannion, P Andrews (0-01), B Brogan (2-03, 0-1 sur free). | Spectateurs : 82 274 Arbitrage : Joe McQuillan, (Cavan) | Spectateurs : 82 274 Arbitrage : Joe McQuillan, (Cavan) |
| 15.30             | Fiche de match |                       | | Spectateurs : 82 274 Arbitrage : Joe McQuillan, (Cavan) | Spectateurs : 82 274 Arbitrage : Joe McQuillan, (Cavan) |

## Statistiques
- À la date du 22 septembre 2013

### Résultats
- Premier but du championnat : Rob Lowe pour Leitrim contre New York (quarts de finale du Connacht)
- écart le plus large : 27 points
  - Armagh 8-13 - 0-10 Leitrim (2e tour de qualification)
- Record de buts sur un match : 8
  - Armagh 8-13 - 0-10 Leitrim (2e tour de qualififcation)
- Record de point sur un match : 42
  - Derry 0-20 - 1-22 Cavan (3e tour de qualification)
- Record de buts sur un match pour une équipe : 8
  - Armagh 8-13 - 0-10 Leitrim (2e tour de qualification)
- Record de points cumulés sur un match : 47 points
  - Armagh 8-13 - 0-10 Leitrim (2e tour des qualifications)
  - Dublin 3-18 - 3-11 Kerry (demi-finale du All-Ireland)
- Record du plus faible nombre de points sur un match : 17 points
  - Antrim 0-6 - 0-11 Monaghan (Quart de finale Ulster)
- Plus de buts inscrits par une équipe battue : 2
  - Wexford 2-8 – 0-16 Laois (1er tour de qualification)
  - Meath 2-9 – 0-17 Tyrone (4e tour de qualification)

#### Meilleurs marqueurs

##### Saison
|    | Nom              | Comté    | Détail | Total | Matchs | Moyenne |
| -- | ---------------- | -------- | ------ | ----- | ------ | ------- |
| 1  | Cillian O'Connor | Mayo     | 6-14   | 32    | 4      | 8.0     |
| 2  | Martin Dunne     | Cavan    | 1-33   | 36    | 7      | 5.1     |
| 3  | Mickey Newman    | Meath    | 1-27   | 30    | 4      | 7.5     |
| 4  | Daniel Goulding  | Cork     | 1-27   | 30    | 4      | 7.5     |
| 5  | Micheál Meehan   | Galway   | 2-22   | 28    | 5      | 5.6     |
| 6  | Seán Cavanagh    | Tyrone   | 0-29   | 29    | 7      | 4.1     |
| 7  | Darren McCurry   | Tyrone   | 0-28   | 28    | 6      | 4.6     |
| 8  | Lorcan Mulvey    | Londres  | 2-18   | 24    | 5      | 4.8     |
| 9  | Colm McFadden    | Donegal  | 2-18   | 24    | 5      | 4.8     |
| 10 | Seanie McCormack | Longford | 0-23   | 23    | 3      | 7.7     |

##### Sur un match
|   | Nom              | Détail | Total | Comté    |   | Adversaire |
| - | ---------------- | ------ | ----- | -------- | - | ---------- |
| 1 | Emlyn Mulligan   | 3-07   | 16    | Leitrim  | v | New York   |
| 2 | Cillian O'Connor | 3-04   | 13    | Mayo     | v | Donegal    |
| 3 | Cillian O'Connor | 3-03   | 12    | Mayo     | v | Londres    |
| 4 | Martin Dunne     | 0-09   | 9     | Cavan    | v | Armagh     |
| 4 | Sean McCormack   | 0-09   | 9     | Longford | v | Wexford    |
| 4 | Mickey Newman    | 0-09   | 9     | Meath    | v | Wexford    |
| 4 | Micheál Meehan   | 1-06   | 9     | Galway   | v | Cork       |
| 4 | Eugene McVerry   | 3-00   | 9     | Armagh   | v | Leitrim    |
| 4 | Bernard Brogan   | 2-03   | 9     | Dublin   | v | Mayo       |
| 4 | Jamie Clarke     | 2-03   | 9     | Armagh   | v | Leitrim    |
| 4 | Jamie Clarke     | 2-03   | 9     | Armagh   | v | Wicklow    |

### Meilleur joueur du mois de la GAA/GPA
| Mois      | joueur du mois GAA/GPA | joueur du mois GAA/GPA |
| Mois      | Joueur                 | Comté                  |
| --------- | ---------------------- | ---------------------- |
| Mai       | Mark Gottsche.         | Londres                |
| Juin      | Graham Reilly.         | Meath                  |
| Juillet   | Cian Mackey.           | Cavan                  |
| Aout      | Aidan O'Shea.          | Mayo                   |
| Septembre | Colm Cooper            | Kerry                  |